# Steffi Kraker
Steffi Kraker född den 21 april 1960 i Leipzig, Tyskland, är en östtysk gymnast.
Hon tog OS-brons i lagmångkampen i samband med de olympiska gymnastiktävlingarna 1976 i Montréal.
Hon tog OS-brons i lagmångkampen, OS-brons i barr och OS-silver i hopp i samband med de olympiska gymnastiktävlingarna 1980 i Moskva.